# Intel
Intel Corporation (NASDAQ: INTC) (estilizada como Intel, acrônimo de Integrated Electronics) é uma empresa multinacional e de tecnologia sediada em Santa Clara, Califórnia, no Vale do Silício. É a segunda maior fabricante em valor de chips semicondutores do mundo com base na receita, sendo superada pela Samsung, e é a inventora da série de microprocessadores x86, os processadores encontrados na maioria dos computadores pessoais (PCs). A Intel fornece processadores para fabricantes de sistemas de computadores, como Apple, Lenovo, HP e Dell e também fabrica chipsets para placas-mãe, controladores de interface de rede e circuitos integrados como microprocessadores, memória flash, chips gráficos, processadores embarcados e outros dispositivos relacionados a comunicações e computação.
A Intel Corporation foi fundada em 18 de julho de 1968 pelos pioneiros de semicondutores Robert Noyce e Gordon Moore (conhecido pela lei de Moore) e amplamente associada à liderança executiva e à visão de Andrew Grove. O nome da empresa foi concebido como uma junção das palavras integrado (integrated) e eletrônicos (electronics), com o co-fundador Noyce tendo sido um dos principais inventores do circuito integrado (microchip). O fato de que "intel" é o termo para informações de inteligência também tornou o nome apropriado. Intel foi uma das primeiras desenvolvedoras de chips de memória SRAM e DRAM, que representaram a maioria de seus negócios até 1981. Embora a Intel tenha criado o primeiro microprocessador comercial do mundo em 1971, isso não se tornou seu principal negócio até o sucesso do computador pessoal (PC).
Durante os anos 90, a Intel investiu pesado em novos projetos de microprocessadores, promovendo o rápido crescimento da indústria de computadores. Durante esse período, a Intel se tornou o fornecedor dominante de microprocessadores para PCs e era conhecida por táticas agressivas e anticompetitivas em defesa de sua posição no mercado, particularmente contra a AMD (Advanced Micro Devices), bem como uma luta com a Microsoft pelo controle da direção da indústria de PCs.
O Open Source Technology Center (Tecnologia de Código Aberto) da Intel hospeda PowerTOP e LatencyTOP, e suporta outros projetos de código aberto, como Wayland, Intel Array Building Blocks e Threading Building Blocks (TBB) e Xen.

## Operações

### Segmentos:
- Client Computing Group (CCG) - 50% da receita do ano fiscal de 2022 (cerca de $31.7 bilhões). Grupo responsável pelos processadores de computadores pessoais (PC) e componentes relacionados. Em 2022 foram lançadas as séries H, S, U e P-series de processadores da 12a geração Intel Core, e se introduziu aos processadores de computadores desktop a família da 13a geração Intel Core, a segunda iteração da arquitetura híbrida construída com tecnologia Intel 7.[12]

- Data Center and AI (DCAI) - 30% da receita do ano fiscal de 2022 (cerca de $19.2 bilhões). Responsável pela produção de componentes usados em servidores, network e plataformas de armazenamento de dados em centros de processamento de dados. Em 2022 se iniciou a produção em alta escala da 4a geração Intel Xeon Scalable processors e o suprimento de clientes como a Amazon Web Services e o Google Cloud.[12]
- Network and Edge (NEX) - 14% da receita do ano fiscal de 2022 (cerca de $8.9 bilhões). Responsável pelo network de nuvem (cloud networking) e pelo mercado de telecomunicações. O grupo trabalha para transformar o network mundial definido por software e automatizar operações físicas por IA em parceria como a Ericsson, Nokia, Cisco, Dell Technologies, HPE, Lenovo, Amazon, Google, e Microsoft.[12]
- Mobileye - 3% da receita do ano fiscal de (cerca de $1.9 bilhões). Aquisitada pela Intel, a Mobileye íder global em assistência de condução (driving assistance) e soluções para auto-pilotos (self-driving). Em 26 de Outubro de 2022, o Mobileye teve sua oferta pública inicial (IPO) completada, iniciando transações de ações na NASDAQ sob a abreviação MBLY.[12]
- Accelerated Computing Systems and Graphics - 1% da receita do ano fiscal de (cerca de $837 milhões). Em 2022 a Intel lançou o Intel Arc A-series GPU (conhecida como "Alchemist"), que inclui recursos avançados como aceleradores para ray tracing, e o "Ponte Vecchio", o primeiro GPU optimizado para computação de alta performance e cargas de trabalho requisitados por IA.[12]
- Intel Foundry Services - 1% da receita do ano fiscal de (cerca de $895 milhões). O serviço de fundição da Intel oferece todas as vantagens presentes em seu ecosistema (massiva infraestrutura, tecnologia de ponta e expertise reconhecido mundialmente) para que seus clientes possam desenvolver e fabricar seus produtos. Os clientes interessados incluiem os tradicionais desenvolvedores sem fábrica própria (fabless), provedores de serviços de nuvem (cloud services) como a Amazon Web Services, setor automotivo, aeroespacial, militar e de defesa. Em 2022, a Intel aquisitou a Tower que faz parte da "Estratégia IDM 2.0".[12]

## História

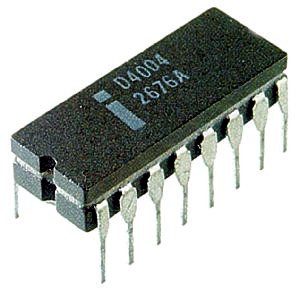
Processador Intel 4004 de 1971.

Fundada em 18 de Julho de 1968 por Robert Noyce (físico e co-inventor) e Gordon Moore (físico e químico), o primeiro produto da empresa foi o circuito integrado de memória RAM, e a mesma logo se tornou líder neste mercado nos anos 1970. Paralelamente, os engenheiros da Intel Marcian Hoff, Federico Faggin, Stanley Mazor e Masatoshi Shima inventaram o primeiro microprocessador. Originalmente desenvolvido para a companhia japonesa Busicom a fim de substituir o ASIC's da calculadora já produzida pela Busicom, o Intel 4004 foi introduzido no mercado para produção em massa em 15 de Novembro 1971, embora o microprocessador não tenha se transformado no núcleo do negócio de Intel até meados dos anos 1980 (nota: À Intel é dado geralmente o crédito juntamente com a Texas Instruments pela invenção quase-simultânea do microprocessador).
Em 1983, alvorecer da era do computador pessoal, os lucros de Intel vieram sob a pressão aumentada dos fabricantes japoneses de circuitos integrados de memória, e o então presidente Andy Grove resolveu dirigir a companhia com foco nos microprocessadores. Um elemento chave de seu plano era a intenção, considerada então radical, de transformar-se na única fonte para os sucessores do popular microprocessador 8086. Foi lançado o processador 8088, que fez um grande sucesso para os computadores recém-lançados da IBM, os primeiros PC´s. Posteriormente surgiram outros que ganharam mais recursos e maior velocidade de processamento, pertencentes a então denominada família de processadores x86. Mas, ao lançar o quarto processador que deveria se chamar 80586, a Intel acabou criando a marca registrada Pentium (apesar do rótulo 80586, mais conhecido como 586, ter sido aplicado por muito tempo por concorrentes da Empresa).

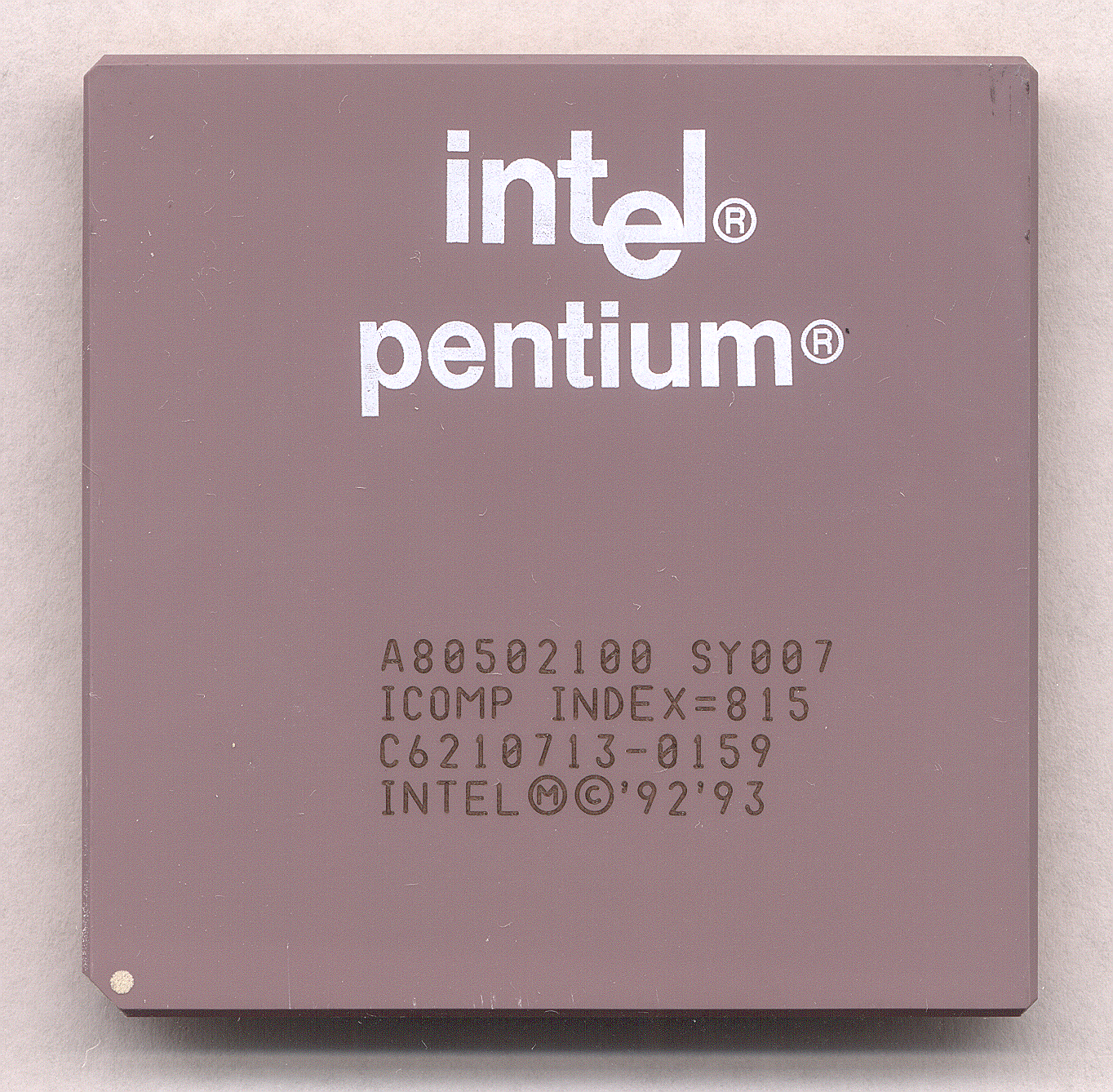
Processador Pentium de 1996.

Até então, a manufatura de circuitos integrados complexos não era confiável o bastante para que os clientes dependessem de um único fornecedor, porém Grove começou a produzir processadores em três fábricas geograficamente distintas e cessou de licenciar os projetos de microprocessadores aos concorrentes tais como Zilog e AMD. Quando a indústria do PC explodiu nos anos 1980 e no começo dos anos 1990, a Intel foi uma das mais beneficiadas.
Durante os anos 1990, os Laboratórios da Arquitetura Intel (Intel Architecture Labs - IAL) eram responsáveis por muitas das inovações da estrutura do computador pessoal, incluindo o barramento PCI, o barramento PCI express (PCIe), o barramento serial universal (Universal Serial Bus - 'USB'), e a arquitetura agora dominante para usuários de multiprocessadores, a x86.

### Estratégia IDM 2.0
Em 23 de Março de 2021, o então CEO Pat Gelsinger anunciou planos visionários para retomar a liderança no mercado. Intitulado "IDM 2.0" (Fabricação de Dispositivos Integrados, do inglês "Integrated Device Manufacturing"), Gelsinger delineou a combinação de 3 pilares para permitir o alcance da liderança tecnológica:
1. Network global interno de fabricação à escala que a Intel possui é uma vantagem competitiva chave que permite otimização do produto, e melhor economia e resiliência de suprimento. O desenvolvimento da tão esperada tecnologia de 7nm (cuja aplicação em CPU leva o codinome "Meteor Lake") avançou graças à litografia de ultravioleta extrema (EUV) em um processo rearquitetado e simplificado.
2. Expansão do uso de fundições terceirizadas (third-party foundry). A Intel espera estreitar as relações com fundições terceirizadas que fabricam uma série de tecnologias da Intel (de comunicações e conectividade à gráficas e chipsets). Isto permitirá uma maior flexibilidade e escala, necessárias para otimizar os roadmaps de custos, performance e suprimentos da Intel.
3. Serviço de Fundição (Intel Foundry Services, IFS). A Intel planeja se tornar o maior provedor de serviços de fundição dos Estados Unidos e da Europa em um mercado global de alta demanda por manufatura de semicondutores.A unidade Intel Foundry Services (IFS), liderada pelo Dr. Randhir Thakur, se diferenciará de outras fundições com a combinação de tecnologias de ponta em processos e empacotamento (packaging), que receberam forte entusiasmo e apoio pela indústria.

Para acelerar seus planos, Gelsinger anunciou uma significativa expansão da capacidade produtiva, com investimentos iniciais de $20 bilhões de dólares para construir duas novas fábricas (ou "fabs") no campus de Ocotillo, no estado do Arizona, e gerar cerca de 3 mil empregos de alta tecnologia.

## Instalações

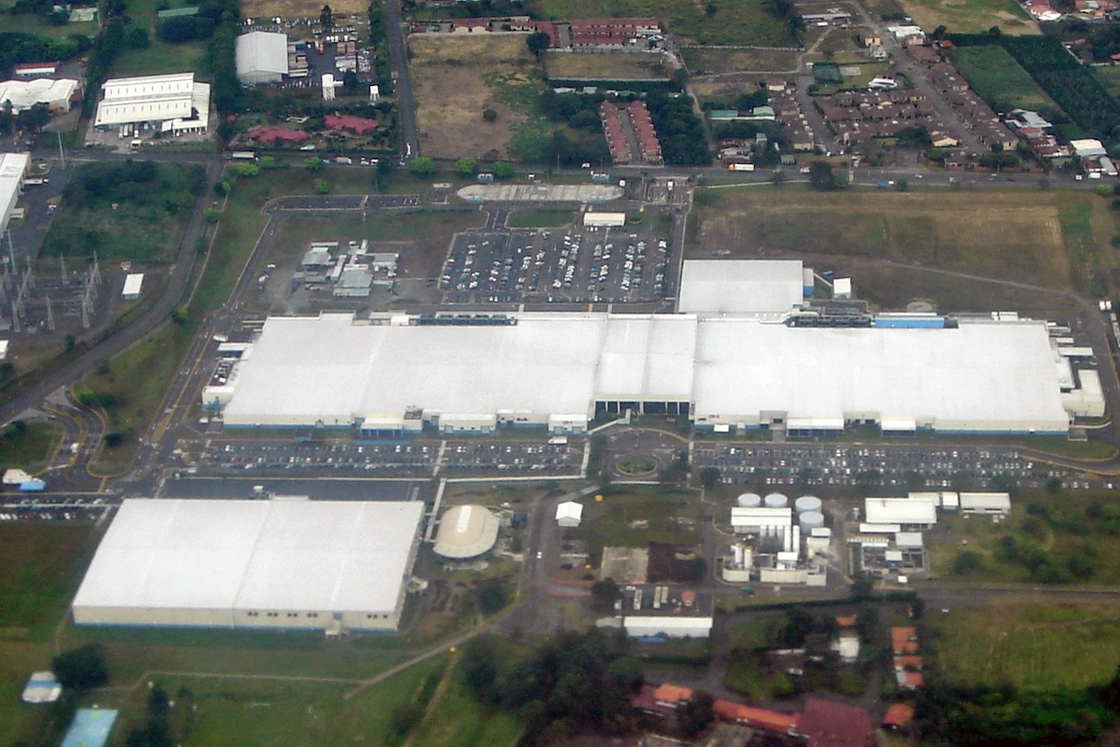
A fábrica de microprocessadores da Intel na Costa Rica foi responsável em 2006 por 20% das exportações e 4,9% do PIB costarriquenho.

A sede da Intel fica em Santa Clara, Condado de Santa Clara no estado da Califórnia, Estados Unidos. A empresa também possui instalações na China, Costa Rica, Malásia, Brasil, Israel, Irlanda, Índia, Filipinas e na Rússia. Nos Estados Unidos, a Intel emprega mais de 45 000 funcionários em Colorado, Massachusetts, Arizona, Novo México, Oregon, Texas, Washington, e Utah.
Em 11 de Abril de 2022, a Intel homenageou um dos seus fundadores ao nomear de "Gordon Moore Park" a expansão de aproximadamente 500 acres do campus com a mais avançada tecnologia em fabricação de chips localizada em Ronler Acres na cidade de Hillsboro, no estado do Oregon. O Gordon Moore Park é o centro do desenvolvimento tecnológico de chips, onde cerca de 10 mil funcionários fazem avançar os horizontes previstos pela Lei de Moore inovando as arquiteturas dos transistors, dos processamento das bolachas de silício (wafers) e das tecnologias de enpacotamento (packaging).

## Microcontroladores
A Intel fabrica alguns microcontroladores dentre eles:
- 8-bit
  - 8XC42
  - MCS48 (8048)
  - MCS51 (8051)
  - 8xC251 (8251)
- 16-bit
  - MCS96
  - MXS296
- 32-bit
  - i960
- 64-bit
  - Intel Core-Duo
  - Intel Core i3
  - Intel Core i5
  - Intel Core i7
  - Intel Core i9

### Intel core
A família de processadores Intel core é mais popular no mundo, a maioria dos computadores pessoais estão equipados com eles.
Núcleo e-core e p-core
Em 2021, a empresa Intel oficializou a geração de processadores Alder Lake, é a 12ª geração da Intel Core que foi integrada com a arquitetura híbrida; que é formada por dois tipos de núcleos (core) especiais somado à tecnologia Thread Director: o núcleo Efficient Core (abreviado e-core), baseado na arquitetura Gracemont que realiza tarefas simples em segundo plano ("escalonamento de thread de ações"), e; o núcleo Performance Cores (abreviado p-core), baseado na arquitetura Golden Cove que realiza o trabalho pesado ("desempenho de thread único"). Sendo a Alder Lake uma linha unificada de todos os segmentos, usada desde tablets à dispositivos dos entusiastas de alto desempenho, com modelos para computador pessoal habilitados com overclocking, processadores da série K, que trabalham com a memória RAM tipo DDR5 (velocidade de até 4.800 MT/s) e barramento PCI-Express 5.